# Sara Lorenz
Sara Lorenz-Bohlen (* 1983 in Siegen) ist eine deutsche Sängerin und Songwriterin christlicher Popmusik.

## Leben
In eine musikalische Verwandtschaft hineingeboren, trat Sara Lorenz in frühen Jahren mit ihren Cousins der Künstlerfamilie Die Rinks auf. Ebenso sang sie bereits als Kind auf Produktionen des Kinderliedermachers Rolf Zuckowski und spielte und sang mit in der musikalischen Hörspielreihe Christopher Kirchenmaus von Helmut Jost.
1997 formierte sie mit ihren Cousinen Tina und Lisa Rink die Girlband Sharona. Ihr Debütalbum wurde über 10.000 Mal verkauft. Ferner erhielt die Band 2001 den Promikon-Award für Newcomer des Jahres.
Nach ihrem Abitur besuchte Sara Lorenz zwei Jahre lang das Hillsong International Leadership College der Hillsong Church in Sydney. Nach ihrer Rückkehr nach Deutschland zog Sara Lorenz nach Berlin und unterstützte die dort neugegründete Kirche ICF Berlin. Gemeinsam mit dem Lobpreisteam der Gemeinde produzierte sie die EP Unbeschreiblich. Weiter wirkte sie auf einigen Konzeptalben christlicher Musikproduzenten wie Albert Frey, Jochen Rieger und Arne Kopfermann mit und beteiligte sich an Projekten wie Feiert Jesus!, In Love With Jesus, Du bist Herr und Promiseland.
Als Gast und im Vorprogramm trat Sara Lorenz sowohl bei Kongressen der Willow Creek als auch internationalen Stars der Lobpreismusik wie Michael W. Smith auf.
Im März 2007 veröffentlichte Sara Lorenz ihr Solo-Debüt Overflowing mit ausnahmslos eigenen Songs. Ein Jahr später fand ihre Band Sharona 2008 wieder zusammen mit einem neuen Mitglied und veröffentlichte ihr drittes Album Hand In Hand. 2010 erschien Sara Lorenz’ zweites Album Ich seh dich. Neben ihrer musikalischen Karriere studierte sie Theologie im Fernstudium am Institut für Gemeindebau und Weltmission in Zürich, deren Abschlüsse jedoch nicht staatlich anerkannt sind.
Sara Lorenz lebt heute im westfälischen Herten. Seit 2008 ist sie mit Renke Bohlen verheiratet. 2012 brachte sie ihre erste Tochter zur Welt. Sie ist Botschafterin für World Vision.
2013 gründete sie mit ihrem Mann die Kirche im Pott, von welcher sie auch Leiterin ist.

## Diskografie

### Soloalben
| Jahr | Titel        | Verlag       |
| ---- | ------------ | ------------ |
| 2007 | Overflowing  | Gerth Medien |
| 2010 | Ich seh dich | Gerth Medien |

### Alben mitSharona
| Jahr | Titel        | Verlag       |
| ---- | ------------ | ------------ |
| 2000 | So Glad      | Gerth Medien |
| 2003 | Open My Eyes | Gerth Medien |
| 2008 | Hand In Hand | Gerth Medien |

### Mitwirkung bei Konzepten
| Jahr | Titel                                                          | Hauptinterpret bzw. Konzeptinitiator | Mitwirkende Künstler | Label        | Anmerkungen |
| ---- | -------------------------------------------------------------- | ------------------------------------ | --- | ------------ | ----------- |
| 2000 | Sternenglanz erhellt die Nacht                                 | Jochen Rieger                        | Elaine Hanley; Ann-Kristin Hoffmann; Christian Löer; Perspektiven; Eberhard Rink; Schulte & Gerth Studiochor; Sharona; Sunshine Kids | Gerth Medien |             |
| 2006 | Sternstunden                                                   | Jochen Rieger                        | Sarah Kaiser; Anja Lehmann; Perspektiven; Elke Reichert; Eberhard Rink; Sunshine Kids; David Thomas; Vocals                          | Gerth Medien |             |
| 2008 | Nah bei dir                                                    | Arne Kopfermann                      | Maya Eigenmann; Samuel Harfst; Claas P. Jambor; Chris Mühlan; Déborah Rosenkranz                                                     | Gerth Medien |             |
| 2009 | Liebeslied                                                     | Arne Kopfermann                      | Thea Eichholz; Dania König; Andrea Adams-Frey; Johannes Falk; Samuel Harfst; Carola Laux                                             | Gerth Medien |             |
| 2011 | Laudio Update 1: Gott unserer Städte                           | Arne Kopfermann                      | Johannes Falk; Claas P. Jambor; Lars Peter                                                                                           | Gerth Medien |             |
| 2012 | Königskind                                                     | -                                    | Jens Böttcher; Johannes Falk; Dania König; Jörn Schlüter                                                                             | Gerth Medien |             |
| 2012 | Hillsong Global Project: Deutsch                               | -                                    | Hillsong Church Germany | Gerth Medien |             |
| 2012 | Warum mein Herz so an dir hängt Lieder über das Glück zu zweit | Arne Kopfermann                      | Anni Barth; Michael Janz; Dania König; Arne Kopfermann; Sara Lorenz; Mischa Marin                                                    | Gerth Medien |             |

### Gastauftritte
| Jahr | Titel                | Künstler        |
| ---- | -------------------- | --------------- |
| 2008 | Geheimnisvoller Gott | Arne Kopfermann |